# Sobarzo
Sobarzo es una localidad española del municipio de Penagos, perteneciente a la comunidad autónoma de Cantabria.

## Geografía
La localidad se encuentra situada a 125 m s. n. m. y a 3,5 kilómetros de distancia de la capital municipal, Penagos.

## Historia
Hacia mediados del siglo XIX, el lugar, ya por entonces perteneciente al municipio de Penagos, tenía contabilizada una población de 290 habitantes. Aparece descrito en el decimocuarto volumen del Diccionario geográfico-estadístico-histórico de España y sus posesiones de Ultramar de Pascual Madoz con las siguientes palabras:

SOBARZO: l. en la prov. y dióc. de Santander (3 leg.), part. jud. de Entrambasaguas (2 1/2), aud. terr. y c. g. de Búrgos (24), ayunt. de Penagos. sit. en una pequeña eminencia; su clima es templado y húmedo; sus enfermedades mas comunes fiebres catarrales. Tiene 60 casas, distribuidas en los barrios de Quintanilla, el Coterillo, la Penia, San Pedro, Pumarejo, el Dueso, la Rotura y Cotero; escuela de primeras letras frecuentada por 30 niños; igl. parr. (San Pedro) servida por un cura; y seis fuentes de buenas aguas. Confina con la Concha, Penagos, Cayon y Obregon. El terreno es de buena calidad, y le fertilizan pequeños riach. que nacen en su térm. Hay un camino que dirige á Santander, y otro á Transmiera, ademas de los locales: recibe la correspondencia de aquella c. prod.: granos, alubias, patatas y pastos; cria ganados, con especialidad mular; caza mayor y menor, y pesca de anguilas. ind.: dos molinos harineros. El 23 de abril de cada año se celebra una feria titulada de San Jorge, en la que se reune mucho ganado mular, que compran los alcarreños, manchegos, aragoneses, castellanos y valencianos. pobl.: 60 vec., 290 almas. contr.: con el ayunt.
(Madoz, 1849, p. 412)

En 2023, la entidad singular de población de Sobarzo tenía empadronados 782 habitantes, todos ellos en el núcleo de población de ese nombre.

## Patrimonio
Hay en la localidad una iglesia de San Pedro Apóstol.

## Personas notables
En la localidad nació el jugador de bolo palma Carlos Gandarillas. Además, reside en la localidad Marino Alonso, ciclista profesional retirado.